# Яуза (платформа)
Я́уза (рос. Яуза) — зупинний пункт/пасажирська платформа Ярославського напрямку Московської залізниці у Москві.
Складається з двох острівних платформ (4 колії), західна ширша, використовується частіше, а східна — майже завжди пустує. З'єднані пішохідним містком. У середній частині платформ встановлені напівпрозорі навіси. Платформи звужуються на південь. Турнікети на станції тимчасово відсутні через ремонт.
Виходи з пішохідного містка на Малахітову вулицю і Яузьку алею (в національному парку «Лосиний острів»). Неподалік від платформи знаходиться багато медичних установ, наприклад Центральна Клінічна лікарня № 2 імені М. О. Семашка і Центральний НДІ туберкульозу.
Час руху від  Москва-Пасажирська-Ярославська до платформи становить 10-11 хвилин. На платформі на добу зупиняються близько 125 пар електропоїздів, та близько 40 пар проходять платформу без зупинки.